# Selaginella gypsophila
Selaginella gypsophila är en mosslummerväxtart som beskrevs av Alan Reid Smith och T. Reeves. Selaginella gypsophila ingår i släktet mosslumrar, och familjen mosslummerväxter. Inga underarter finns listade i Catalogue of Life.